# Hamza Ben Driss Ottmani
Hamza Ben Driss Ottmani (10 de mayo de 1940 - 30 de mayo de 2012) fue un economista y escritor marroquí.

## Biografía
Hamza estudió ingeniería aeroespacial en la École nationale de l'aviation civile y se graduó en economía en ENSAE ParisTech.
Es conocido como escritor. Su trabajo se centra en su ciudad natal, Esauira.
Su primer libro, "Une cité sous les alizés" ("una ciudad bajo los vientos alisios"), es un estudio histórico de Mogador-Essaouira desde la prehistoria hasta la Segunda Guerra Mundial. Luego recurrió a la ficción, pero conservó una sólida base histórica.
En "Si Mogador m'était contée" ("Si Mogador pudiera hablar"), la vieja narradora Lalla Aïcha revive veinte historias del pasado ignorado de la ciudad. "Le Soldat qui venait de Mogador" ("El soldado que vino de Mogador") cuenta la historia del viaje a La Meca de Si Taieb El Ech Chiadmi Maskali, en 1912.
"Le Fils du Soleil" ("El hijo del sol") es una novela histórica que cuenta la asombrosa historia de Mustapha Zemmouri, más conocido con el nombre de Estevanico, quien era un marroquí de la región de Azemmour, fue secuestrado por un español cuando esclavo y llevado a América, donde se convirtió en uno de los primeros descubridores de Arizona y Nuevo México.